# Pepayungen Angkup
Pepayungen Angkup is een bestuurslaag in het regentschap Aceh Tengah van de provincie Atjeh, Indonesië. Pepayungen Angkup telt 1980 inwoners (volkstelling 2010).